# Historia general de las cosas de Nueva España
Historia general de las cosas de Nueva España és el títol d'una obra escrita i supervisada pel religiós franciscà espanyol Bernardino de Sahagún, entre els anys de 1540 i 1585, poc després de la Conquesta de Mèxic per part dels espanyols. També és denominat Còdex Florentí.

## Història del manuscrit

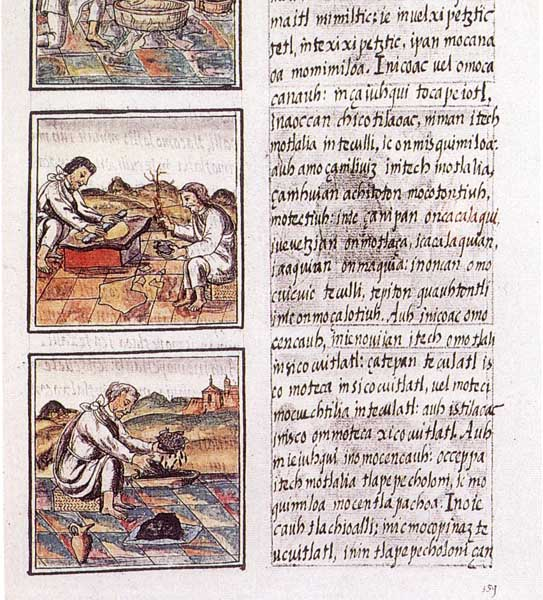
Una pàgina del Còdex Florentí. Aquest còdex, escrit en nàhuatl i castellà, és el document original de la Historia general de las cosas de Nueva España.

Per realitzar el llibre, Sahagún va recórrer a la indagació directa entre els nadius mexicans, concentrant-se a la regió central de Mèxic. Per això, alguns antropòlegs —especialment els mexicans— reclamen per al frare franciscà el ser un dels antecessors de la moderna etnografia. De fet, es tracta d'una còpia de materials originals que s'han perdut, tal vegada destruïts per les autoritats espanyoles que van confiscar, posteriorment, els manuscrits de Sahagún. Els materials originals van ser els registres de converses i entrevistes amb indígenes en les poblacions de Tlatelolco, Texcoco i Tenochtitlán, a més d'informes dels estudiants indígenes trilingües formats pel frare en el Col·legi de Santa Cruz de Tlatelolco (situat a l'actual ciutat de Mèxic). Aquests alumnes van ser Antonio Valeriano, oriünd d'Azcapotzalco; Antonio Vejarano, de Cuahuhtitlán; Martín Jacobita, de Tlatelolco; Pedro de San Buenaventura i Andrés Leonardo, també oriünd de Tlatelolco.
Tots els informants de Sahagún havien pertangut a l'elit mexica. La indagació del frare franciscà va començar en el mateix període en què va estar a càrrec de la institució que ell mateix havia fundat el 1536. Entre 1539 i 1558, Sahagún va servir com a missioner en el que actualment són els estats de Puebla i Hidalgo. A Tepeapulco (actualment a l'estat d'Hidalgo), lloc al qual va arribar el 1558, Sahagún recollí altres informacions amb les quals va enriquir el text que havia anat redactant des de 1547 i que hauria de convertir-se en el text definitiu, amb el nom que porta.
El propòsit de Sahagún en escriure el seu text era el donar a conèixer entre els seus col·legues missioners alguns dels aspectes de la cultura i la història dels pobles de l'altiplà central de Mèxic. L'anterior havia de proporcionar-los als evangelitzadors algunes eines per conèixer millor algunes situacions a les quals podrien enfrontar-se en el seu intent per guanyar adeptes per a l'Església Catòlica entre els naturals d'Amèrica. En un passatge del seu text, Sahagún va escriure:
| « | donat que els predicadors i confessors mèdics són de les ànimes, per guarir les malalties espirituals convé que tinguin experiència de les medicines i de les malalties espirituals: el predicador, dels vicis de la religió [mesoamericana] per redreçar contra ells la seva doctrina, i el confessor per saber preguntar el que convé, i saber entendre el que van dir tocant al seu ofici. Per predicar contra aquestes coses, i àdhuc per saber si n'hi ha, és menester saber com les usaven [els indígenes] en temps de la seva idolatria. | » |

## Organització de l'obra

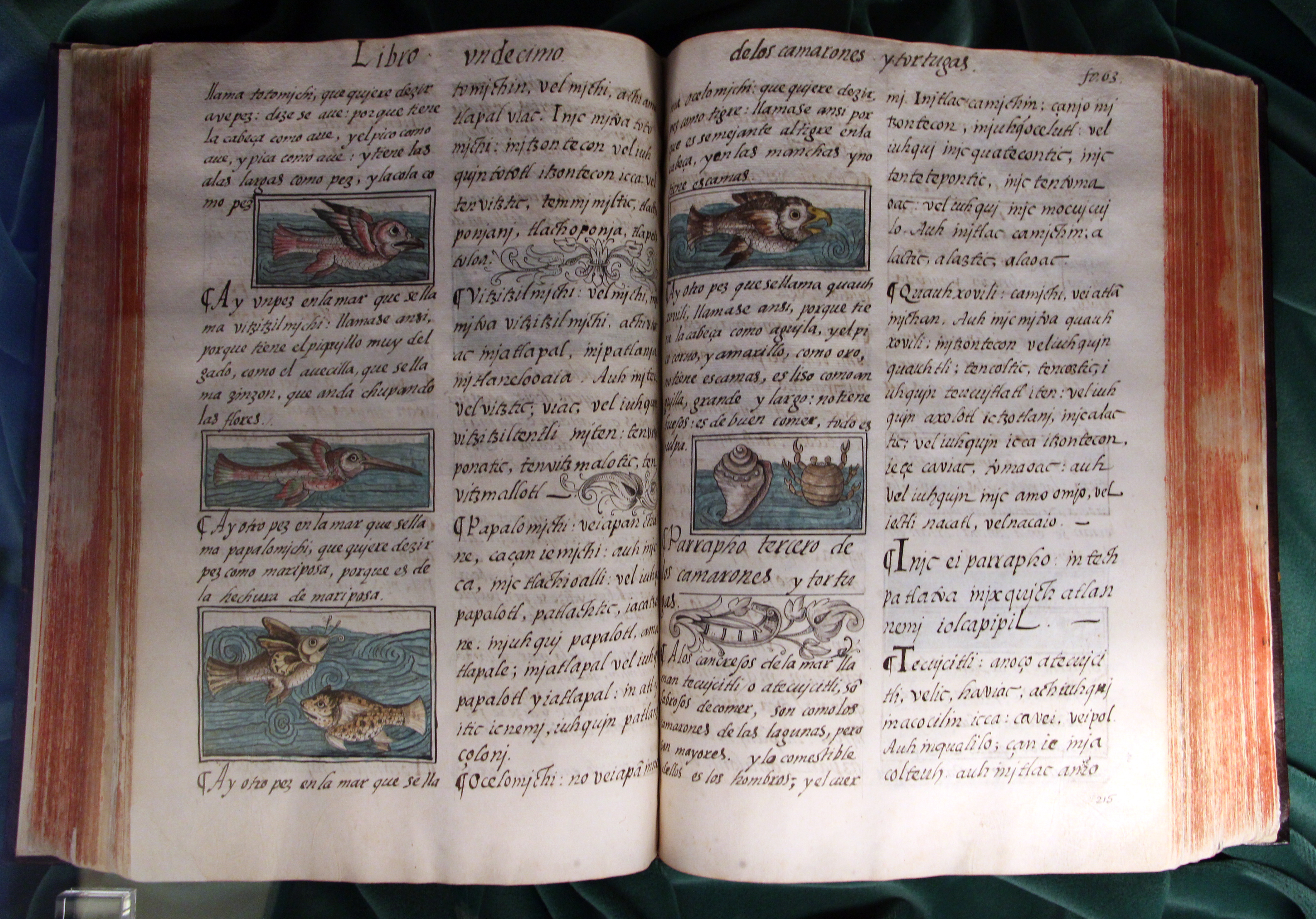
Historia general de las cosas de Nueva España, original en la Biblioteca Medicea Laurenziana

Fonamentalment, el còdex és un text en llengua nàhuatl, espanyol i llatí. Aquest text està escrit en nàhuatl en el costat dret del còdex. Seccions d'aquest text van ser traduïdes a l'espanyol, i escrites en la columna de l'esquerra. No obstant això, moltes parts del text no es van traduir i algunes van ser resumides en la seva traducció. El Còdex té al voltant de 1800 il·lustracions realitzades per indígenes tlacuilos amb tècniques europees. Algunes de les traduccions a l'espanyol van ser censurades o reescrites per Sahagún.
El Còdex, originalment era una obra escrita en quatre volums, dels quals avui només en queden tres. Aquest còdex, dit així perquè es conserva a la  Biblioteca Medicea Laurenziana de Florència, constitueix una còpia que va enviar Sahagún a Roma amb el pare Jacobo de Testera perquè fos lliurada al papa Pius V el 1580.
Potser més que qualsevol altra, aquesta obra ha estat la principal font sobre els costums dels asteques en els anys anteriors a la conquesta espanyola, encara que no seria sinó el 1905 que Francisco del Paso y Troncoso la va publicar, en forma de làmines a Madrid i després, el 1979, el govern mexicà, a través de l'Arxiu General de la Nació, va treure a la llum una còpia completa del còdex, tal com es conserva actualment. Abans d'aquest any, només havien estat disponibles les traduccions a l'espanyol censurades i reescrites.

## Divisió de l'obra
Consta de dotze llibres en els quals Sahagún enumera i relata diversos aspectes de la vida i història dels nadius. Els sis primers llibres toquen d'alguna manera els aspectes religiosos dels indígenes de l'altiplà central. El llibre setè versa sobre astronomia. Els llibres vuitè, novè, desè i onzè tracten sobre la vida social dels nadius: en ells es descriu el sistema de govern, creences i els sistemes d'intercanvi de mercaderies. L'últim llibre narra la Conquesta de Mèxic sobre la base dels relats que li van transmetre els seus informants. Alguns autors que han analitzat l'obra de Sahagún coincideixen que hi és possible advertir dues interpretacions diferents. Una d'elles reflecteix el discurs del frare produït des del seu propi sistema de creences, en el qual fa una avaluació de la religió i vida dels mesoamericans. L'altra és la del missioner que es limita a descriure de manera "objectiva" el que els seus informants van poder assenyalar sobre la societat destruïda per la conquesta espanyola. Aquesta deducció es desprèn del següent text:
| « | ...Trobem la Història de Sahagún dividida en dos vessants. La primera sembla conduïda cap a una meta pràctica: convèncer de la necessitat de destruir la religió aborigen i guardar-se contra les seves insídies. La segona persegueix una meta ben diferent: convèncer igualment de la necessitat d'una tornadaa a les sàvies lleis naturals de l'indi. D'allí que, inconscientment, aparegui el món indígena en valoracions tan diverses segons se li consideri des d'una o una altra meta. | » |

## Altres versions de l'obra
Existeix una versió solament en espanyol del document de Sahagún. Aquesta còpia va ser portada a Europa el 1580 per Rodrigo de Sequera, i és també coneguda com el Manuscrit Sequera. El text en llengua espanyola va ser la base per a la Historia general de las cosas de Nueva España, que es conserva a la Biblioteca Laurentina de Florència. De fet, aquest és el nom que se li va donar al manuscrit una vegada que es va preparar per a la seva primera edició. Els noms amb què també es coneix aquesta obra són posteriors a aquesta edició i corresponen més aviat als originals manuscrits.
D'altra banda, el Còdex Matritense és una còpia i compilació de les mateixes fonts del Còdex Florentí, corresponent al material recopilat a Tlatelolco i Texcoco, en llengua nàhuatl. Consta de cinc llibres, i inclou 175 il·lustracions. És una traducció fortament censurada del Còdex Florentí feta pel mateix Sahagún a sol·licitud de les autoritats espanyoles. Els dos còdexs es troben a la Biblioteca del Palau Reial i el Museu Real d'Història, a Madrid. Altres noms inclouen els Còdexs Matritenses i el Còdex de Madrid (que no ha de confondre's amb el Còdex de Madrid Maia). Una versió curta d'aquest document, titulada Breve compendio de los soles idolátricos que los indios desta Nueva España usaban en tiempos de su infidelidad, va ser la que es va enviar al Papa Pío V.